# Museo del Risorgimento e della Resistenza (Ferrara)
Il museo del Risorgimento e della Resistenza è stato uno spazio espositivo di Ferrara dedicato al Risorgimento e alla Resistenza italiana. Si trovava in corso Ercole I d'Este n. 19, adiacente a palazzo dei Diamanti. Dal 2020 è chiuso in vista del completamento del trasferimento.

## Storia
Il nucleo originario, dedicato al Risorgimento, risaliva al 1903, anno della commemorazione del cinquantenario della fucilazione dei patrioti ferraresi Domenico Malagutti, Giacomo Succi e Luigi Parmeggiani. Nel 1954 venne aggiunta la sezione dedicata alla Resistenza italiana e nell'occasione l'originario Museo del Risorgimento cambiò nome in Museo del Risorgimento e della Resistenza.

## Esposizioni

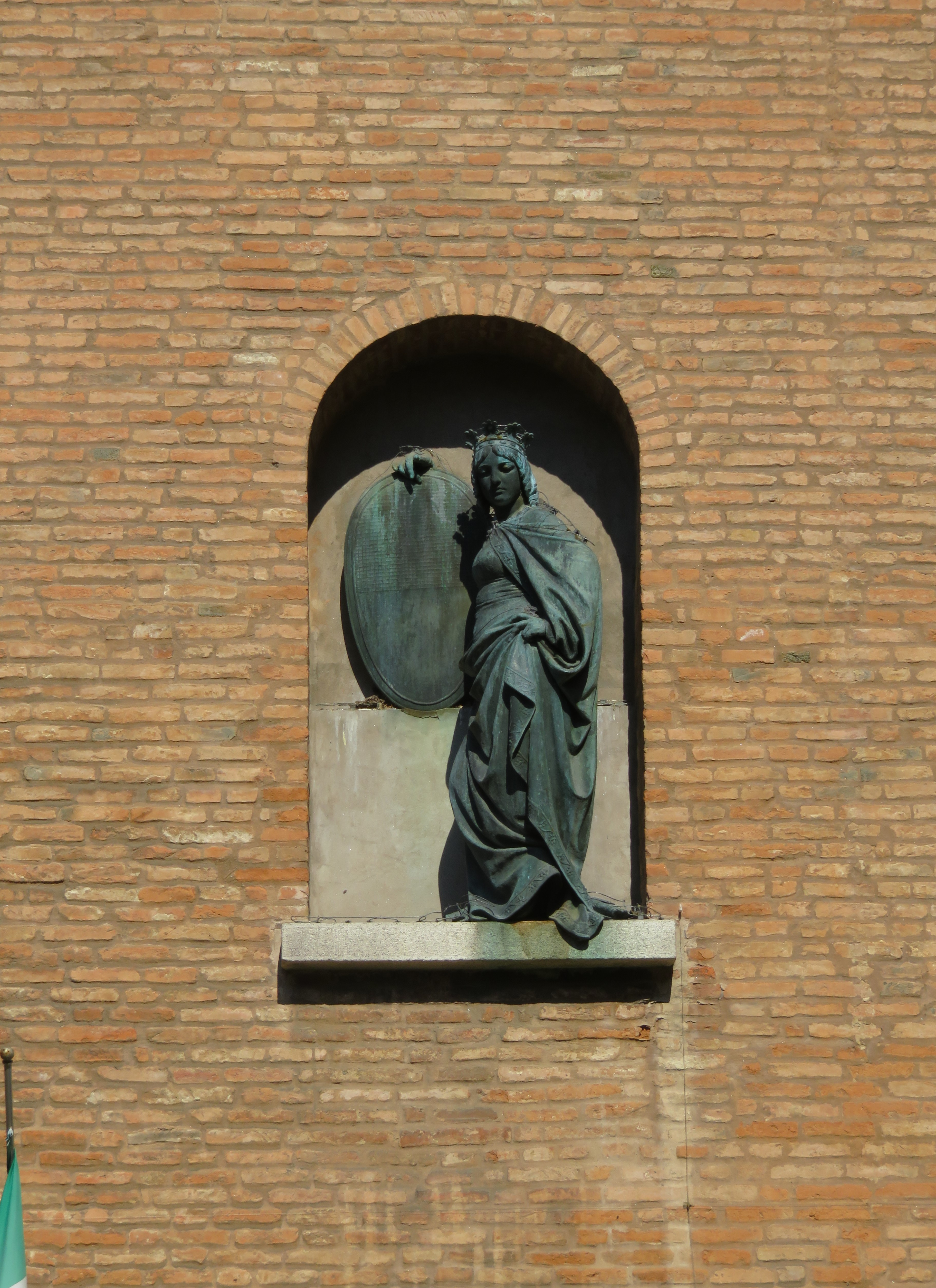
Allegoria della città di Ferrara, opera di Giulio Monteverde, che nel 1889 faceva parte di un monumento posto in piazza della Cattedrale raffigurante Vittorio Emanuele II

La collezione era costituita da documenti e cimeli storici di importanza locale e nazionale, oltre che da illustrazioni d'epoca, uniformi, armi, vessilli militari e bandiere. Di particolare importanza erano i cimeli legati alla compagnia dei Bersaglieri del Po, unità militare composta da volontari di Ferrara che partecipò alla prima guerra d'indipendenza italiana. La datazione dei reperti conservati parte dai moti del 1848 e arriva alla seconda guerra mondiale. La sezione sulla Resistenza documentava gli anni dal 1919 al 1945. 
Nel museo era conservata la statua di Vittorio Emanuele II di Savoia che costituiva, insieme all'Allegoria di Ferrara, poi collocata sulla facciata esterna del museo, un unico monumento originariamente posizionato di fronte alla cattedrale di San Giorgio. 
Si postevano vedere, tra i materiali esposti nel museo, anche parte di quanto è rimasto del periodo austriaco della fortezza di Ferrara. Questa venne costruita dopo la devoluzione del 1598, quando Ferrara entrò a far parte dello Stato Pontificio, in seguito smantellata durante la Campagna d'Italia di Napoleone Bonaparte del 1796, poi riedificata nel XIX secolo dagli austriaci e infine demolita nel 1859.

## Attività
Il museo collaborava con alcuni istituti scolastici cittadini, come la scuola elementare Alda Costa, il liceo statale "G. Carducci" e il liceo scientifico Antonio Roiti a progetti volti a raccontare in rete le collezioni storiche e il loro rapporto col territorio.

## Trasferimento sede
Il Museo del Risorgimento e della Resistenza dall'estate 2020 è chiuso al pubblico fino a data da destinarsi per trasferimento sede.